# Motim carcerário em Honduras em 2023
O motim carcerário hondurenho em 2023 ocorreu no Centro Femenino de Adaptación Social (Cefas), uma prisão feminina localizada em Támara, perto de Tegucigalpa, Honduras, em 20 de junho de 2023. Iniciou-se com um tumulto, com seu posterior massacre, quando um confronto entre gangues provocou uma das piores tragédias carcerárias de Honduras. Suspeita-se que a rebelião seja resultado de um conflito entre membros das gangues MS-13 e Barrio 18. Quarenta e seis pessoas morreram, a maioria em um incêndio ocorrido em meio ao caos.